# Lambeau Field
Le Lambeau Field, auparavant nommé le City Stadium, est un stade situé à Green Bay au Wisconsin, États-Unis. Bien que consacré au football américain, il a déjà été transformé temporairement pour des parties de hockey sur glace.
Ce stade a une capacité de 81 441 places en « configuration football américain » et dispose de 167 suites de luxe, 6 260 sièges de club et 4 900 places de parking.
Depuis 1957, la Frozen Tundra (« Toundra glacée ») comme il est surnommé est le stade dans lequel se disputent les rencontres à domicile de l'équipe de football américain des Packers de Green Bay qui évoluent en National Football League (NFL).

## Histoire
Lambeau Field est l'un des stades les plus mythiques de la National Football League car il est le stade des Packers de Green Bay depuis plus de cinquante ans. Du commencement dans les années 1920 jusqu'en 1952, l'équipe a joué au City Stadium. En 1955, les dirigeants des autres équipes de la ligue menacèrent de forcer les Packers à déménager à Milwaukee si le stade de Green Bay n'était pas modernisé. En 1956, les électeurs de la ville réagirent à ces menaces en votant à une large majorité en faveur d'un plan pour financer un nouveau stade. Les travaux coutèrent 960 000 dollars et le stade une fois construit comptait 32 500 places assises. Inauguré en 1957 sous le nom de (new) City Stadium, il remplaçait alors le premier City Stadium. Les Packers de Green Bay ont joué leur premier match au stade le 29 septembre 1957. Cependant, les Packers n'ont pas joué tous leurs matchs au (new) City Stadium. Bien qu'ils disposèrent dès lors d'un stade moderne, l'équipe garda l'habitude de disputer deux ou trois rencontres par an au County Stadium de Milwaukee, ville située environ 200 km plus au sud. Cette tradition commencé en 1934 n'a pris fin qu'en 1995.   
En 1961, la capacité du stade a été augmentée à 38 669 places, puis deux ans plus tard à 42 327. Le 11 septembre 1965, le bâtiment fut renommé Lambeau Field par la municipalité à la suite de la mort du fondateur des Packers, Earl L. « Curly » Lambeau. En plus d'être le fondateur de l'équipe, Lambeau y avait été joueur et entraîneur et l'avait menée à six titres de champion. Cette même année 1965, la capacité fut portée à 50 852 places, puis à 56 263 en 1970. En 1985, 72 suites de luxe ont été ajoutées avec des zones de places additionnelles, élevant la capacité à plus de 56 900 places. En 1990, 80 suites de luxe ont été ajoutées avec plus de 1 900 sièges de club. En 1993, le premier écran vidéo/tableau des scores a été installé au-dessus de la tribune sud, et en 1995, 90 suites de luxe ont été encore ajoutées. 
Au lieu de choisir la construction d'un nouveau stade, les Packers de Green Bay ont annoncé en janvier 2000 qu'ils rénoveraient et agrandiraient le Lambeau Field. Entre 2001 et le début de la saison NFL 2003, le stade a subi beaucoup d'améliorations dont l'addition de 12 000 sièges. Le hall principal a été agrandi, puis un nouveau a été ajouté avec des rampes, des ascenseurs. De plus, le nombre de toilettes fut augmenté. Parmi les rénovations, de nouveaux sièges de club et de nouvelles suites de luxe furent également ajoutés. Un atrium, connu sous le nom de Titletown a été construit en tant qu'élément de la nouvelle façade du Lambeau Field. Les spectateurs y trouvent le Packers Hall of Fame dédié aux meilleurs joueurs de l'histoire de l'équipe, et un magasin de produits dérivés. De nouveaux vestiaires et des bureaux administratifs ont été construits. En 2012 le stade est une fois de plus agrandi avec la construction d'une extension de 7 500 places dans le virage sud du stade, pour un coût de 373 millions de dollars. Les travaux ont été achevés avant la reprise de la saison régulière 2012-2013, portant la capacité du stade à 80 750 places, ce qui est devenu le troisième plus grand stade de la NFL sur le nombre de places assises.
Sur ses quarante années d'existence, le Lambeau Field a été le théâtre de beaucoup de faits historiques dont le premier NFL Championship Game à Green Bay en 1961 et le Ice Bowl en décembre 1967, quand la température était de moins vingt-cinq degrés Celsius (soit moins quarante-quatre degrés Celsius avec le refroidissement éolien). Depuis cet match pour le moins glacial, le stade est surnommé The Frozen Tundra. 
Lambeau Field fut également utilisé le 11 février 2006 pour un match de hockey sur glace en extérieur opposant les équipes universitaire des Ohio State Buckeyes et des Wisconsin Badgers. Les Badgers furent vainqueurs de la rencontre par le score de 4 buts à 2 devant 40 890 spectateurs.

## Culture
Les « Cheeseheads », le surnom des fans de l'équipe qui arborent des chapeaux en forme de morceau de fromage dont la production est la fierté locale, sont si nombreux que tous les matchs à domicile des Packers se jouent à guichet fermé depuis 1960, et il faut attendre plus de 100 ans pour espérer avoir une place d'abonnés sur la liste d'attente de près de 80 000 noms. Cet engouement est probablement lié au fait que les Packers soit une équipe qui appartient aux fans mêmes.

## Places assises

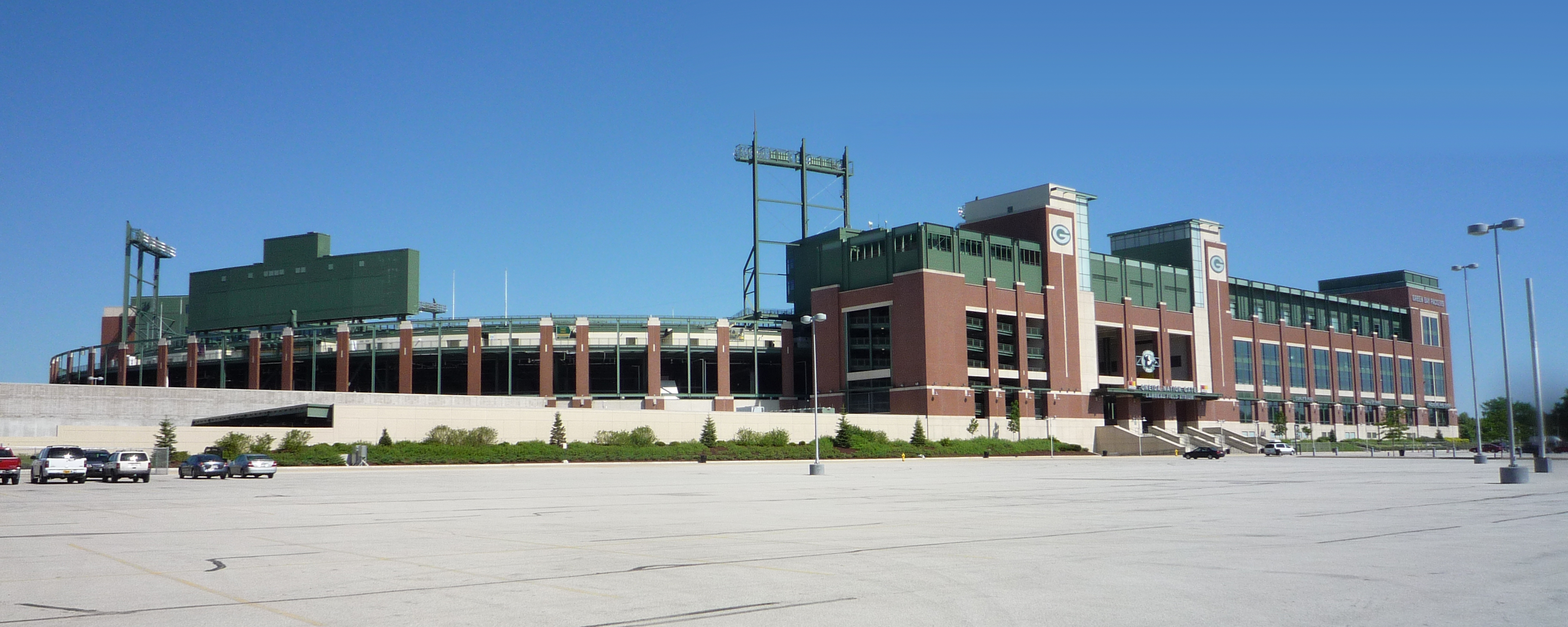
Lambeau Field

| Nom              | Année  | Places |
| ---------------- | ------ | ------ |
| New City Stadium | 1957   | 32 500 |
| New City Stadium | 1961   | 38 669 |
| New City Stadium | 1963   | 42 327 |
| Lambeau Field    | 1965   | 50 852 |
| Lambeau Field    | 1970   | 56 263 |
| Lambeau Field    | 1985   | 56 926 |
| Lambeau Field    | 1990   | 59 543 |
| Lambeau Field    | 1995   | 60 890 |
| Lambeau Field    | 2001   | 65 290 |
| Lambeau Field    | 2002   | 72 928 |
| Lambeau Field    | 2013   | 80 750 |
| 2023             | 81 441 |        |

## Événements
- NFL Championship Game, 31 décembre 1961
- NFL Championship Game, 2 janvier 1966
- NFL Championship Game (« Ice Bowl »), 31 décembre 1967
- NFL Divisional playoffs, 4 janvier 1997
- Frozen Tundra Hockey Classic, 11 février 2006
- Courses de motoneige

### Liens externes

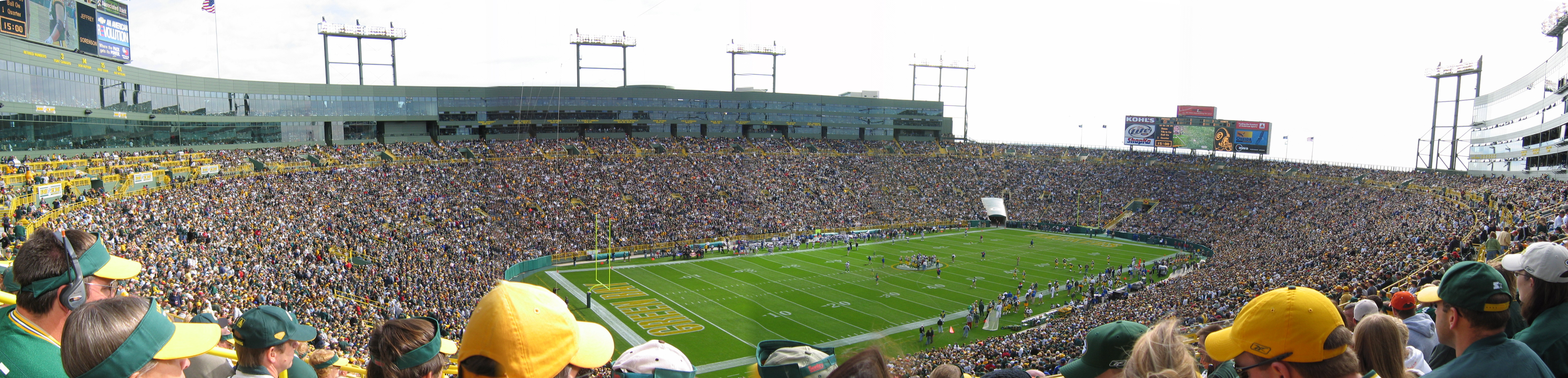
Panorama du stade

## Galerie

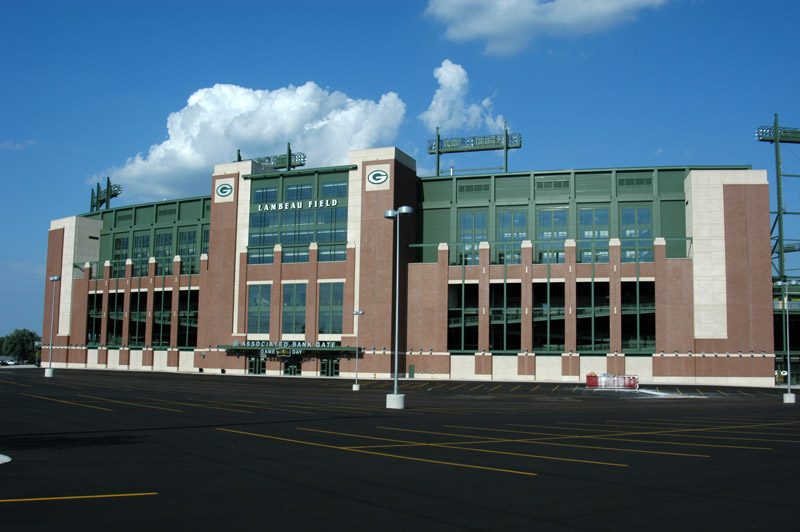
Façade du stade
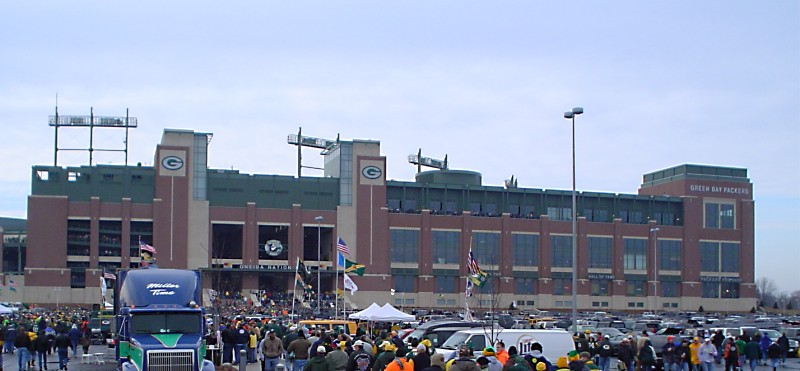
Vue extérieure
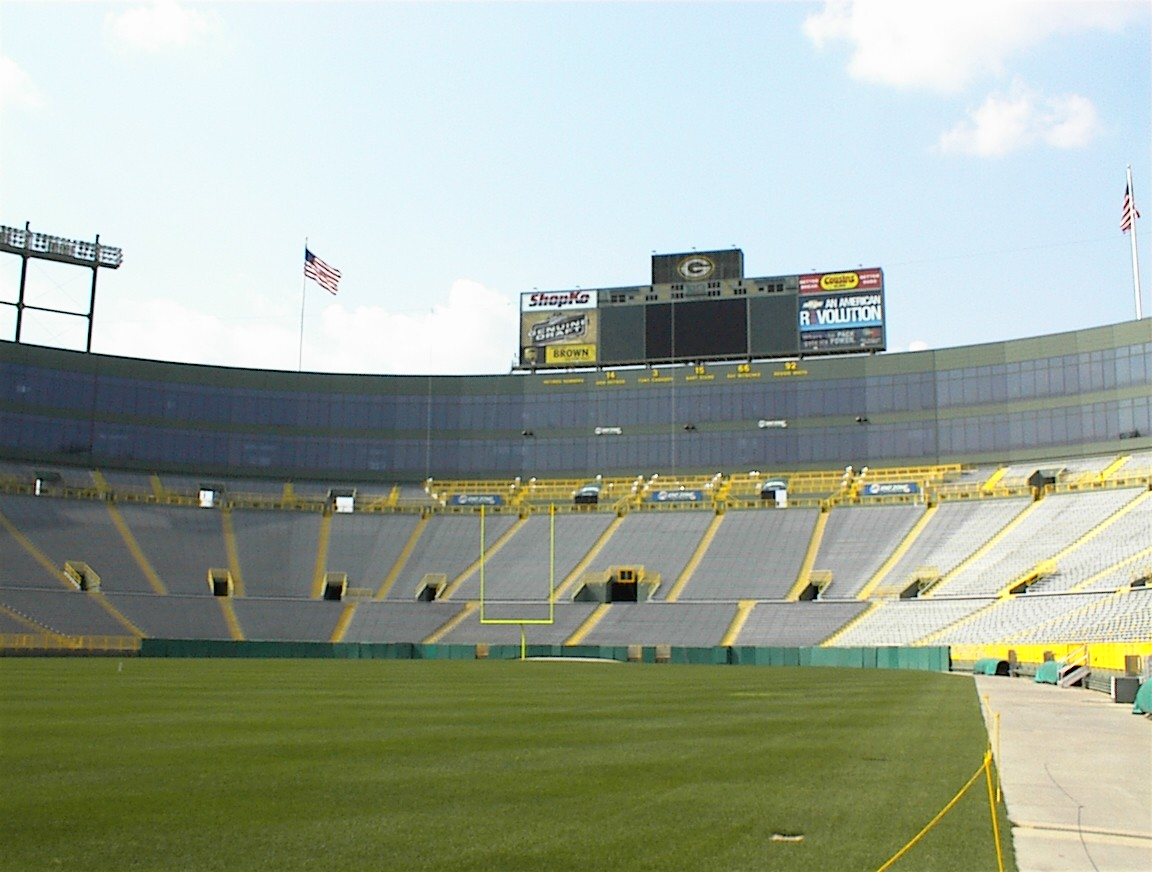
Enceinte du stade
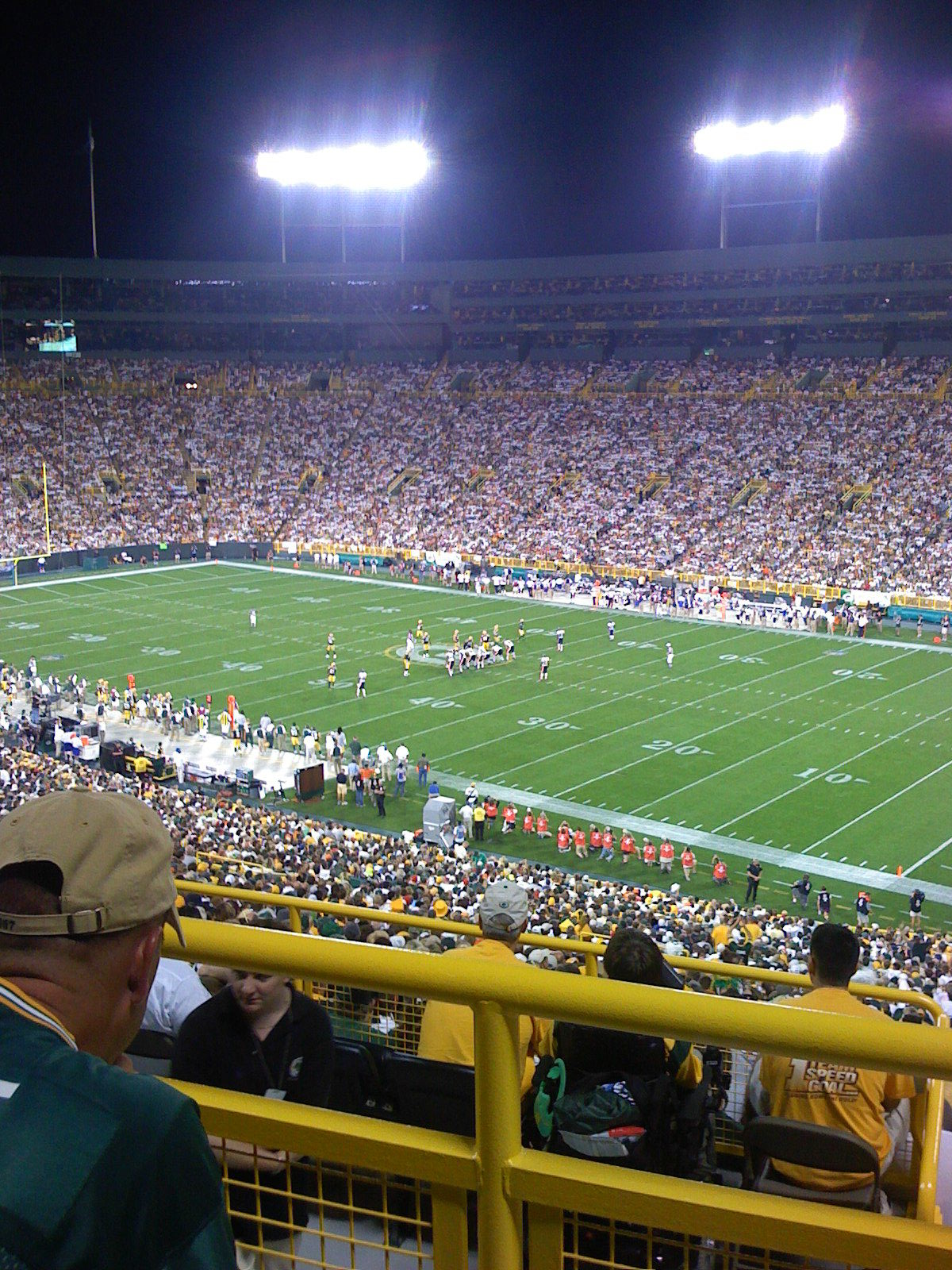
Match des Packers
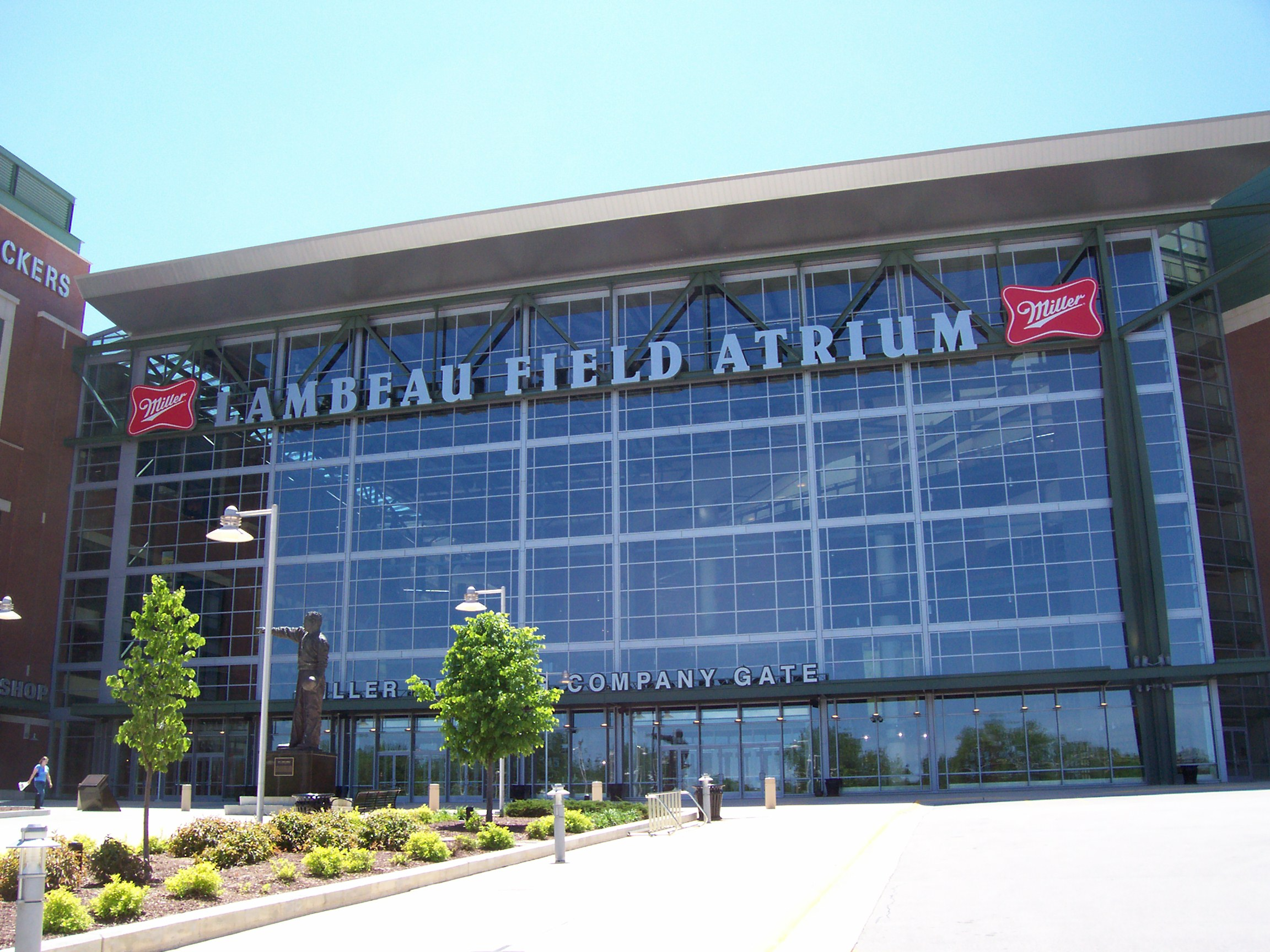
Façade de l'Atrium
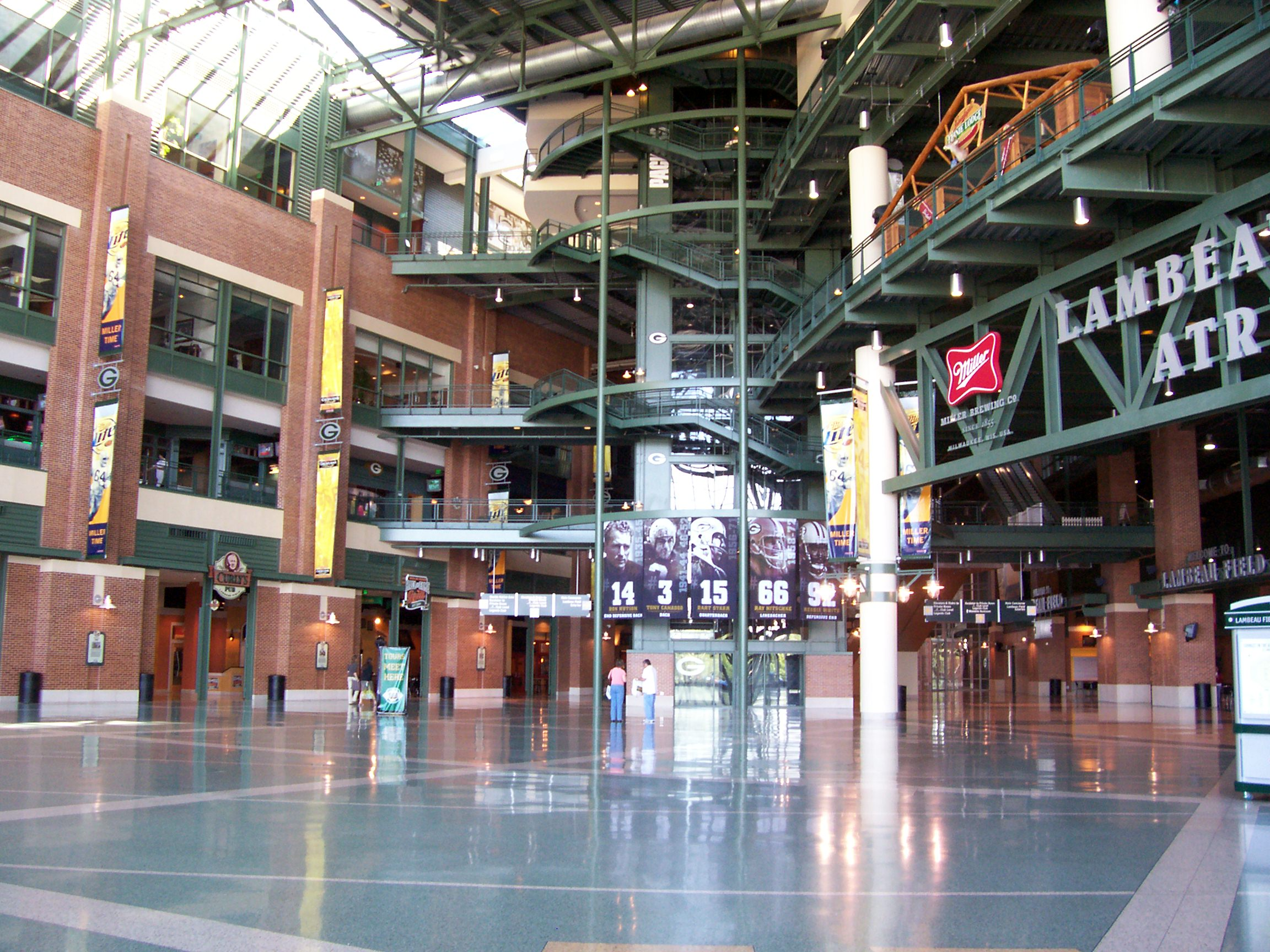
Intérieur de l'Atrium
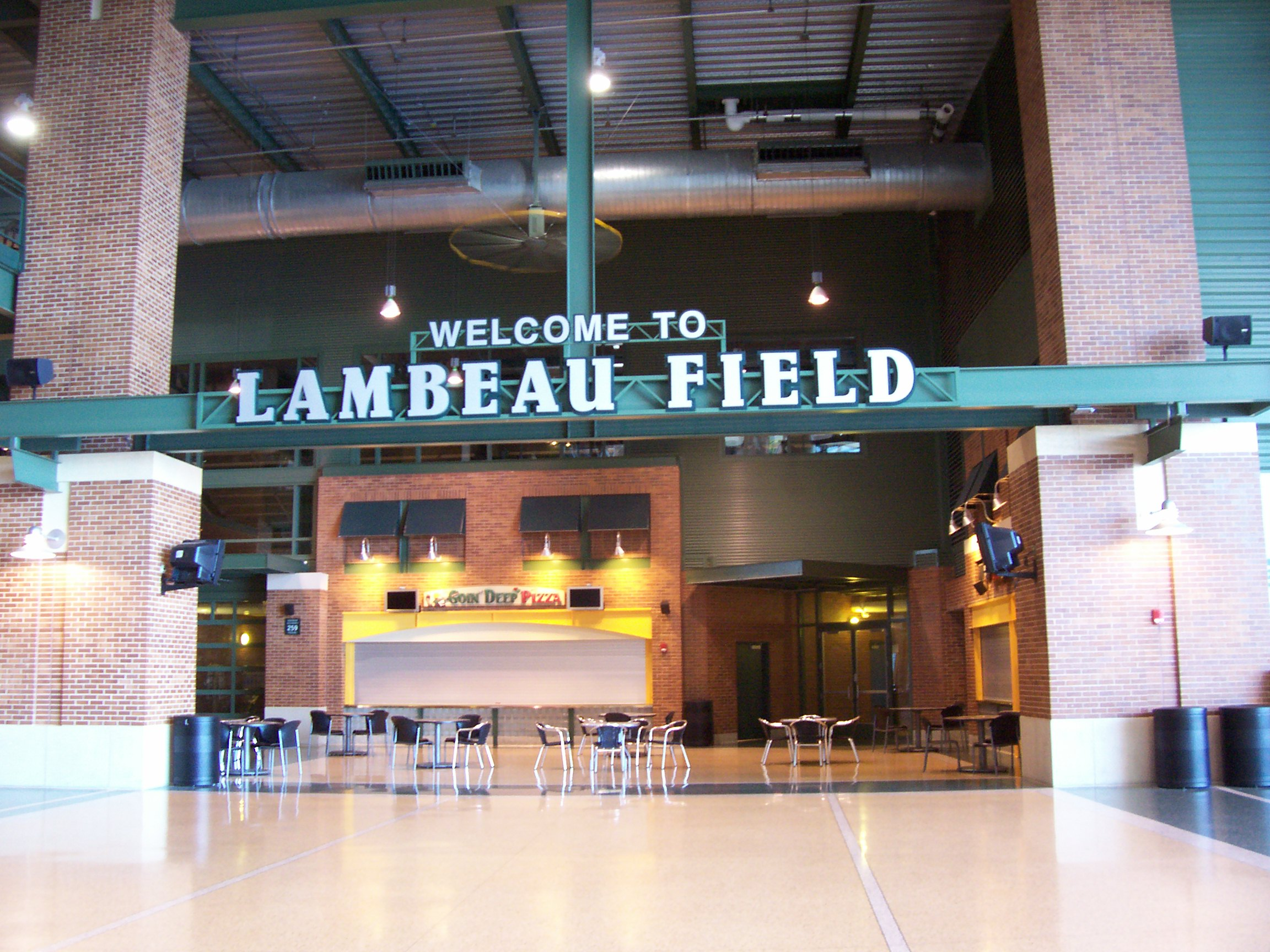
Dans le stade
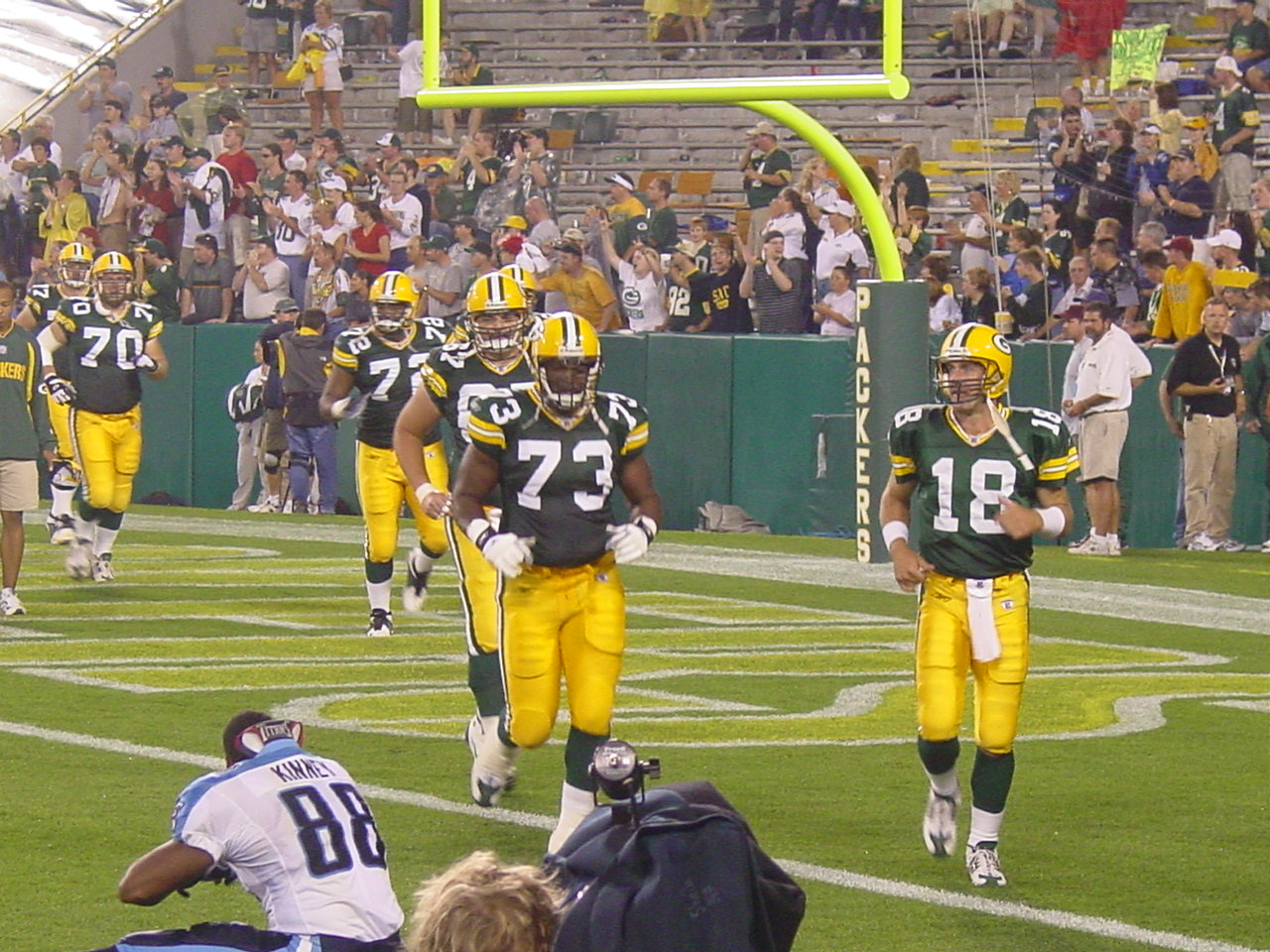
Les Packers